# Tracy (Oregon)
Tracy az Amerikai Egyesült Államok Oregon államának Clackamas megyéjében elhelyezkedő önkormányzat nélküli település.